# Yūji Ōkuma
Yūji Ōkuma (大熊 裕司?, Ōkuma Yūji; Prefettura di Saitama, 19 gennaio 1969) è un ex calciatore giapponese, di ruolo centrocampista.

## Carriera

### Calciatore
Ha militato nel Kashiwa Reysol, nel Kyoto Purple Sanga e nell'Avispa Fukuoka.

### Allenatore
Ritiratosi dall'attività agonistica è diventato allenatore. Fa parte dello staff tecnico del Cerezo Osaka U-18.